# Caledonian Road (metrostation)
Caledonian Road is een station van de metro van Londen aan de Piccadilly Line dat is geopend in 1906.

## Geschiedenis
Het station is een van de twee waarbij de liften tot perronniveau afdaalden in plaats van de, voor de Great Northern, Piccadilly and Brompton Railway gebruikelijke, inrichting met een tussenverdieping vlak boven de perrons. Het station maakt nog steeds gebruik van liften en is nooit omgebouwd met roltrappen zodat het altijd rolstoeltoegankelijk was. De stations aan het initiële deel van de Piccadilly Line en de westtak van de Northern Line, die beide werden bekostigd door Charles Yerkes,  zijn bekend door de door Leslie Green ontworpen bloedrode stationsgebouwen en het tegelwerk langs de perrons. Green ontwierp voor ieder station een uniek tegelpatroon zodat ze ook voor laaggeletterden herbaar zouden zijn. In 2011 is het station op de monumentenlijst geplaatst.
In noordelijke richting is Holloway Road het volgende station. In zuidelijke richting was dat York Road, het andere station met liften tot op het perron, dat in 1932 werd gesloten maar nog steeds te zien is uit passerende metro's. Caledonian Road ligt dicht bij Pentonville Prison en Caledonian Park, de locatie van de voormalige Victoriaanse veemarkt Metropolitan Cattle Market, op korte afstand van het station aan Market Road.

## Tijdelijke sluiting
Het station zou van 4 januari 2016 tot half augustus 2016 worden gesloten om de twee liften te kunnen vervangen. De plaatselijke actiegroep verzamelde via Change.org 7.500 handtekeningen tegen de sluiting. De indieners stelden dat het station niet gesloten hoefde te worden als de nieuwe liften in de twee ongebruikte liftkokers zouden worden geplaatst zoals ook in 1987 was gebeurd. In januari 2016 liet de Islington Council weten dat het een Judicial Review of Transport  had aangevraagd voor het plan van Transport for Londen, wat op 25 februari 2016 zou worden bekeken. Op 19 januari 2016 kondigde de leiding van de Underground aan dat de sluiting was opgeschort en dat er nieuwe maatregelen genomen zouden worden om het station open te houden tijdens de renovatie van de liften.

## Reizigersdienst
In de daluren rijdt de metro vanaf dit station is als volgt:
- 12 ritten per uur naar Heathrow Airport via het centrum van Londen waarvan:
  - 6 ritten per uur naar Terminal 4 en 2,3
  - 6 ritten per uur naar Terminal 2,3 en 5
- 3 ritten per uur naar Rayners Lane via het centrum van Londen
- 3 ritten per uur naar Uxbridge via het centrum van Londen en Rayners Lane
- 3 ritten per uur naar Northfields via het centrum van Londen
- 18 ritten per uur naar Cockfosters
- 3 ritten per uur naar Arnos Grove

Station Caledonian Road & Barnsbury aan de North London Line ligt ongeveer 800 meter naar het zuiden.

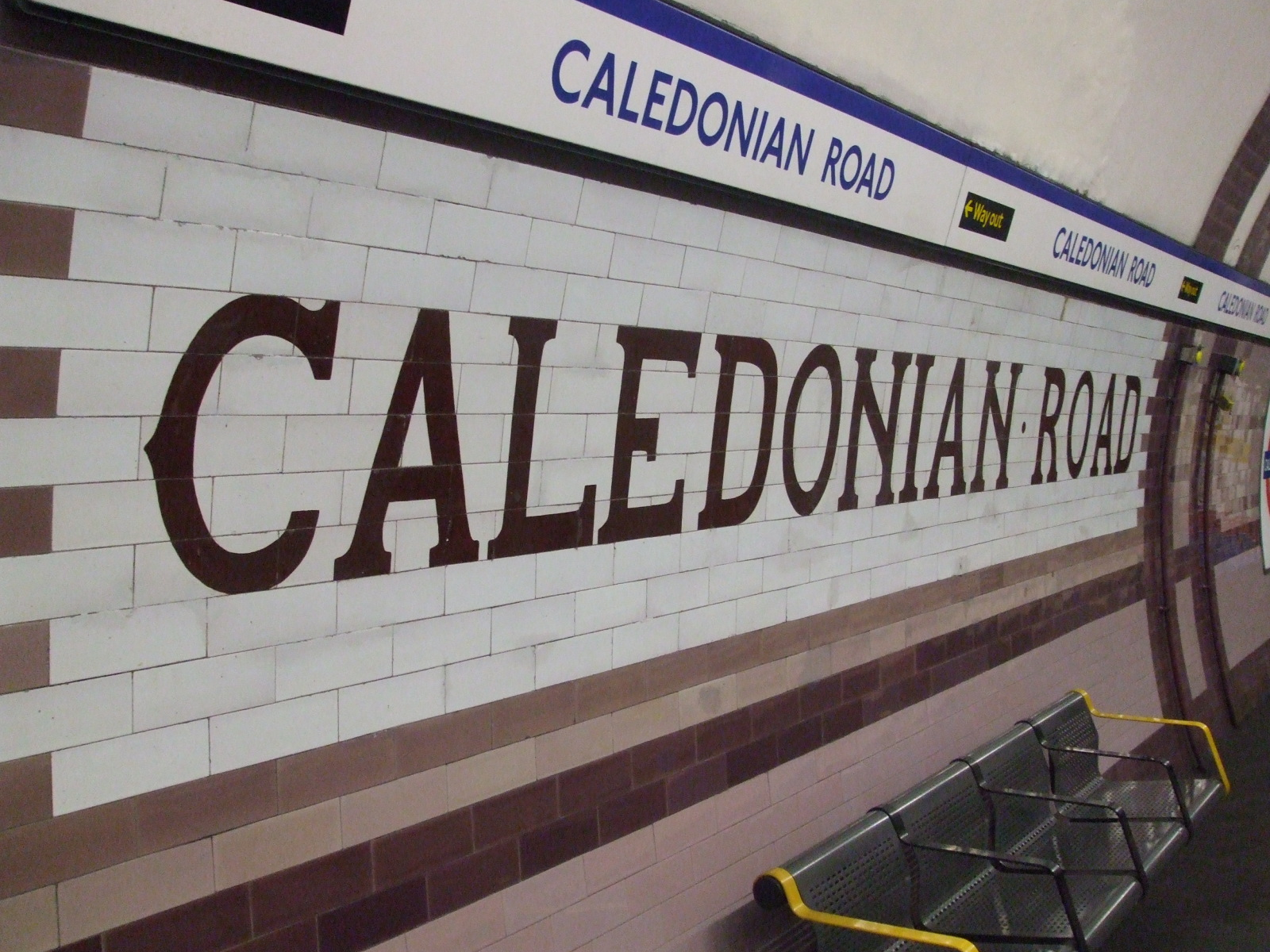
De oorspronkelijke stationsnaam onder de moderne fries langs het perron.
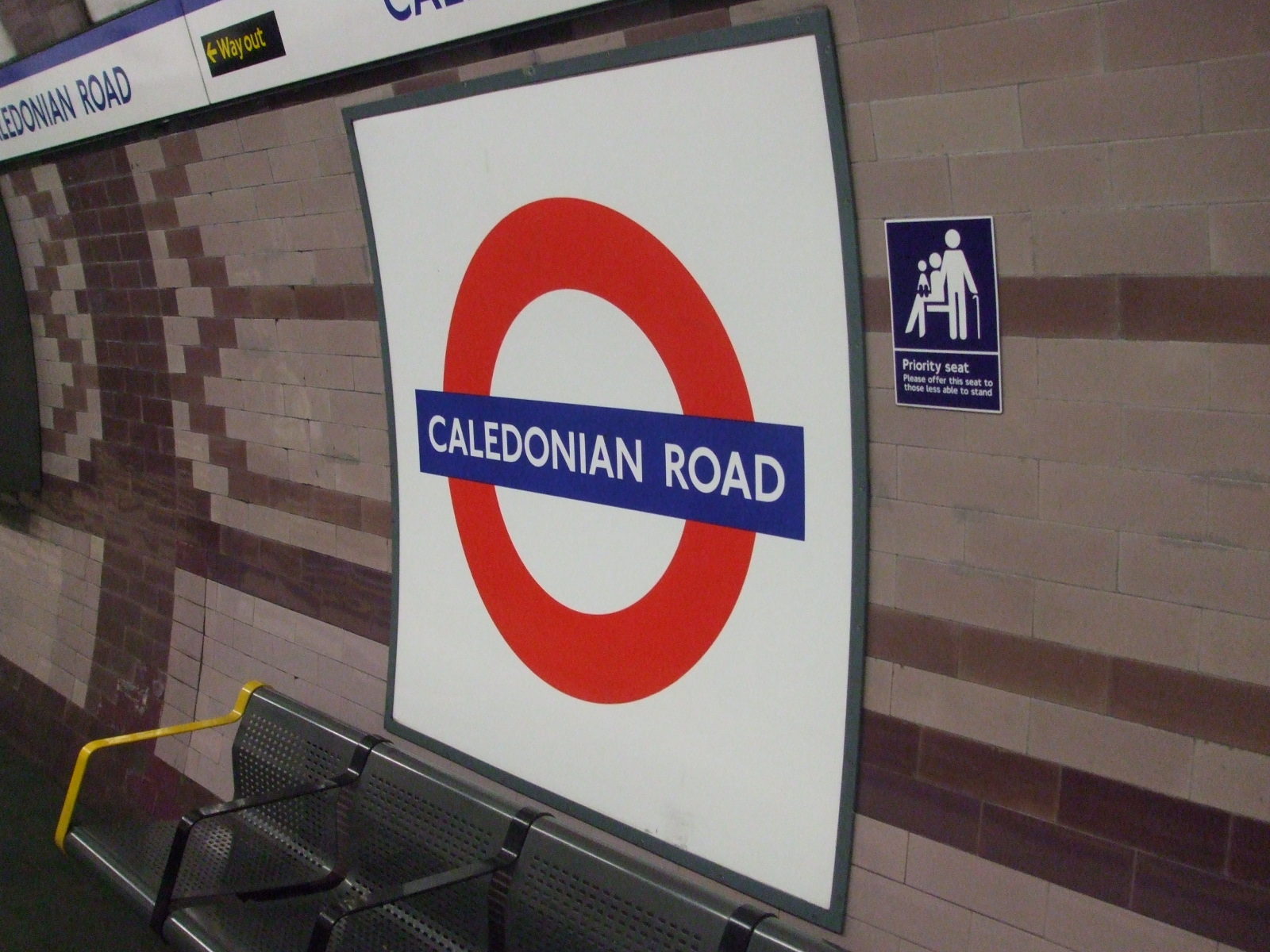
De roundel met stationsnaam op het tegelpatroon van Green.
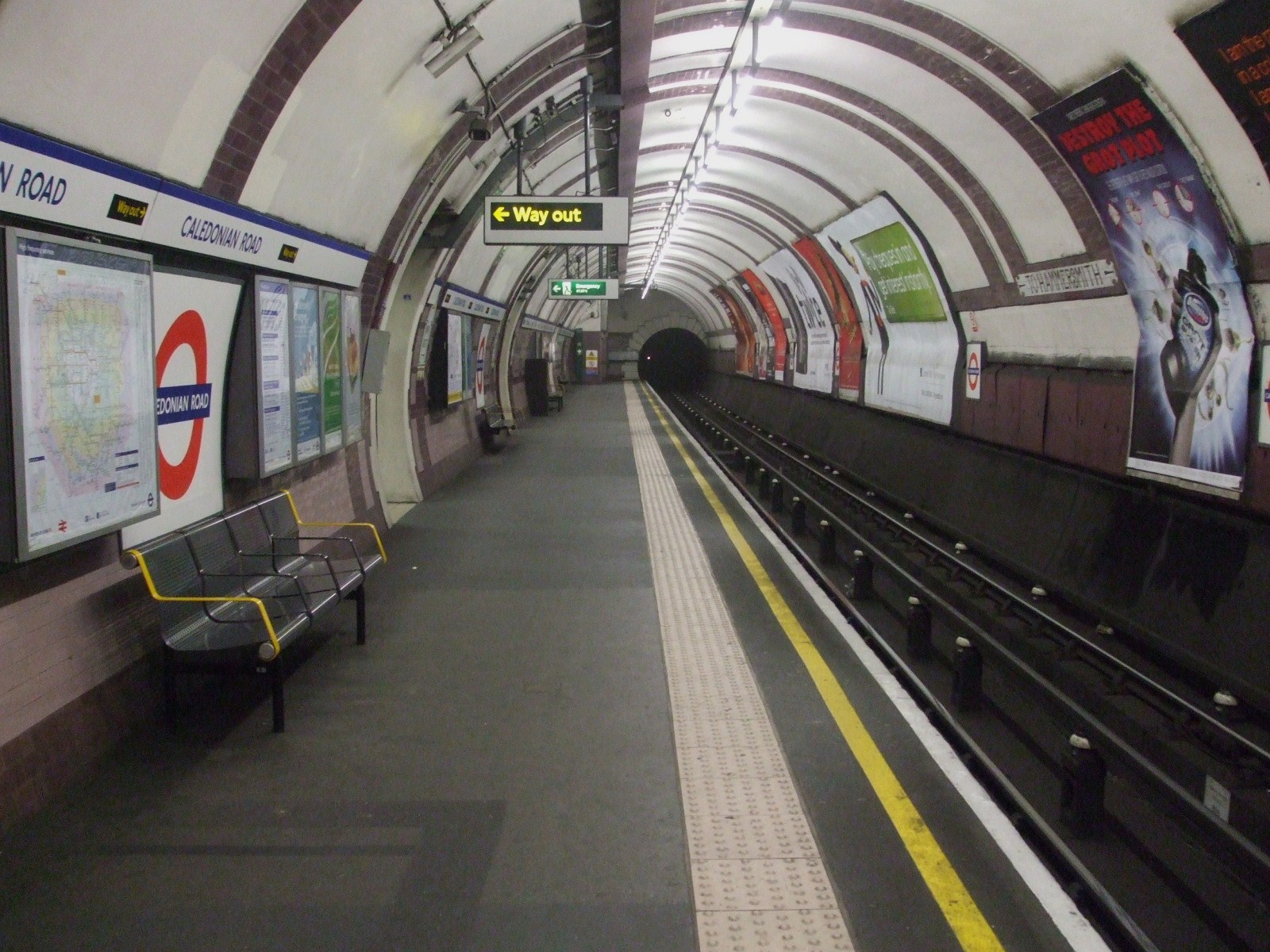
Het perron en spoor voor de metro's naar het westen.